# David Thomas Newman
David Thomas Newman (* in Bedford, Tarrant County, Texas) ist ein US-amerikanischer Schauspieler und Filmproduzent.

## Leben
Newman wurde im texanischen Bedford geboren. Bereits in jungen Jahren begann er mit dem Schauspiel. Er besuchte die University of North Texas. Erste Erfahrungen als Filmschauspieler sammelte er ab 2017 in verschiedenen Kurzfilmproduktionen sowie in der Serie Valley Junk TV. 2019 übernahm er die männliche Hauptrolle des Aaron im Kurzfilm Too Far Gone, der im März 2019 auf dem Golden State Film Festival gezeigt wurde. 2021 übernahm er unter anderen Nebenrollen in den Spielfilmen Echoes of Violence und Voodoo Macbeth. Für den 2022 erschienenen Film ShadowMarsh war er neben einer Nebenrollentätigkeit auch als Produzent zuständig. Im selben Jahr übernahm er die größere Rolle des Alix Riley, Captain einer United-States-Air-Force-Einheit, die einen Terroranschlag zu verhindern versucht, im Actionfilm Top Gunner 2 – Danger Zone.

## Filmografie (Auswahl)

### Schauspiel
- 2017: Rebar (Kurzfilm)
- 2018: Farewell Drive (Kurzfilm)
- 2018: Pink Collar Crimes (Fernsehserie, Episode 1x01)
- 2018–2019: Valley Junk TV (Fernsehserie, 6 Episoden)
- 2019: Too Far Gone (Kurzfilm)
- 2019: #GradGirls (Fernsehserie, Episode 1x06)
- 2019: Troma presents: Mulligan’s Monsters (Fernsehserie, Episode 1x01)
- 2019: Cross 3
- 2020: Shifter (Fernsehserie, Episode 1x06)
- 2020: Lizard (Kurzfilm)
- 2021: Killer Siblings (Fernsehdokuserie, Episode 2x11)
- 2021: Echoes of Violence
- 2021: Voodoo Macbeth
- 2021: Wild West Chronicles (Fernsehserie, Episode 1x10)
- 2022: ShadowMarsh (auch Produktion)
- 2022: Top Gunner 2 – Danger Zone (Top Gunner: Danger Zone)
- 2022: Appetite for Sin
- 2022: 2025 Armageddon – Willkommen im Multiversum (2025 Armageddon)
- 2023: Terror Toons 4
- 2023: Murf the Surf (Fernsehdokuserie, 2 Episoden, verschiedene Sprechrollen)
- 2023: Shifter
- 2024: Appetite for Sin

### Produktion
- 2022: ShadowMarsh
- 2024: In Fidelity
- 2025: Werewolf Game